# Ракетно-космическая техника
Ракетно-космическая техника — различные устройства и оборудование для обеспечения как наземных (см. Ракетное оружие и пр.), так и космических полётов (см. Космонавтика). Входит в сферу машиностроения.
- ракеты (в т.ч. ракеты-носители и ускорители/разгонные блоки)
- пусковые установки
- космические аппараты (КК, ИСЗ, АМС, орбитальные станции)
- ракетные двигатели

## Организации
см. Космическая промышленность (Космическая промышленность России), Космическая индустрия
Факультеты ракетно-космической техники имеются в различных <российских> университетах.
- Институт ракетно-космической техники (ИРКТ, г. Самара; образован в 2015 году)[5]

## Периодика
- Бюллетень Роскосмоса «Ракетная и космическая техника» (с 1 января 1965)[6]
- журнал «Космическая техника и технологии» (НПО «Энергия»)[7]